# Cate Campbell
Cate Natalie Campbell (født 14. maj 1992 i Blantyre, Malawi) er en australsk svømmer. Hun har vundet adskillige OL- og VM-medaljer og sat flere verdensrekorder.
Hun deltog første gang til OL som sekstenårig i 2008 i Beijing. Her svømmede hun først 4×100 m fri sammen med Alice Mills, Mel Schlanger og Shayne Reese, og kvartetten blev nummer tre i sit indledende heat. I finalen, hvor Libby Trickett afløste Reese, gentog holdet bedriften og hentede bronze efter Holland på førstepladsen og USA. I 100 m fri individuelt blev hun nummer tre i sit indledende heat og nummer seks i semifinalen, hvilket gav en samlet tiendeplads i konkurrencen. Endelig deltog hun i 50 m fri, hvor hun vandt sit indledende heat, blev toer i semifinalen og sikrede sig endnu en bronze ved i finalen at svømme på 24,17 s, hvilket kun blev overgået af tyskeren Britta Steffen (24,06) og amerikaneren Dara Torres (24,07).
Ved OL i 2012 i London var Campbell kvalificeret til de samme tre discipliner, og i 4 x 100m fri sad hun over i indledende heat, som hendes holdkammerater Emily Seebohm, Brittany Elmslie, Yolane Kukla og Libby Trickett vandt. I finalen var kun Elmslie genganger, mens Alicia Coutts, Mel Schlanger og Campbell udgjorde de øvrige svømmere, der vandt i ny olympisk rekord, 3.33,15 minutter, mens hollænderne var cirka et halvt sekund langsommere på andenpladsen, og USA yderligere et halvt sekund bagud på tredjepladsen. Campbell stillede ikke op i 100 m fri individuelt, mens hun i 50 m fri sluttede på en trettendeplads.
Ved OL 2016 i Rio de Janeiro var også hendes lillesøster, Bronte Campbell, med på holdet i 4 x 100m fri. De øvrige på holdet var Brittany Elmslie samt i indledende heat Madi Wilson og i finalen Emma McKeon, og australierne forsvarede deres guldmedalje fra legene i London, da de først slog deres egen olympiske rekord i indledende heat og derpå satte ny verdensrekord i finalen med 3.30,65 minutter. De var dermed over et sekund hurtigere end USA på andenpladsen, der var præcis et sekund hurtigere end Canada på tredjepladsen. I 100 m fri individuelt stillede Cate Campbell op som verdensrekordholder med tiden 52,06 sekunder, mens søsteren Bronte var regerende verdensmester, men skønt Cate slog den olympiske rekord i både indledende heat og i semifinalen, levede søstrene ikke op til forventningerne, da de i finalen endte uden for medaljerækken med Bronte på fjerde- og Cate på sjettepladsen. Også i 50 m fri var Campbell-søstrene blandt de store favoritter, men som i 100 m-løbet skuffede de i finalen, hvor danske Pernille Blume overraskede med at vinde guld, mens Cate Campbell her blev nummer fem og Bronte nummer syv. Endelig svømmede hun med på holdet i finalen i 4 x 100m medley, hvor det amerikanske hold havde skabt for stort et forspring på de første tre ture, til at Campbell kunne indhente dem på sidsteturen, skønt hun svømmede hurtigste tid af alle. Amerikanerne vandt guld, næsten to sekunder foran australierne på andenpladsen, mens de akkurat holdt danskerne bag sig med 0,01 sekund.
Efter de individuelle skuffelser ved OL tog Cate Campbell en pause fra svømningen, men hun var tilbage ved de australske mesterskaber i 2017, hvor hun satte ny verdensrekord i 100 m fri i tiden 50,25 sekunder., og ved Commonwealth-mesterskaberne i 2018 satte hun ny verdensrekord i 100 m fri på kortbane med tiden 50,91 sekunder. I 2018 var hun desuden med til at forbedre verdensrekorden i 4×100 m fri, så tiden nu lyder på 3.30,05 minutter.